# フランシスコ・ミント
フランシスコ・ミント（Francesco Minto、1987年5月20日 - ）は、イタリアのラグビーユニオン選手。

## プロフィール
- イタリア・ベネヴェント出身[1]。
- 現役時代のポジションはロック(LO)、フランカー(FL)。
- 身長 193cm、体重 102kg
- イタリア代表通算キャップ数は39でラグビーワールドカップ2015のイタリア代表に選ばれた[2]。

## 略歴
ベネットン・トレヴィーゾを経て、2018年、RCアイメディセイに加入。
2019年、現役を引退した。